# Supercoppa spagnola 2023 (calcio femminile)
La Supercoppa spagnola 2023 di calcio femminile è stata l'ottava edizione della Supercoppa spagnola di calcio femminile, la quarta con la formula a quattro squadre che sostituisce l'originaria a sole due contendenti. Il torneo si è disputato dal 18 al 22 gennaio 2023 allo Stadio Romano di Mérida. Il trofeo è stato vinto per la terza volta, e la seconda consecutiva, dal Barcellona, che in finale ha superato la Real Sociedad con il risultato di 3-0 grazie alla doppietta realizzata dalla spagnola Aitana Bonmatí e dalla rete della nigeriana Asisat Oshoala.

## Formato
A contendersi il trofeo sono state quattro squadre, formula adottata per la quarta volta dall'edizione 2020 che ha ripreso il trofeo originariamente a due sole squadre disputato per quattro stagioni dal 1997 al 2000. La competizione ha visto la partecipazione della finalista della Coppa della Regina 2021-2022 e delle squadre meglio classificate della Primera División 2021-2022 che non si erano già qualificate alla finale di Coppa: nell'ordine Huelva, Barcellona, Real Sociedad e Real Madrid.
La competizione ha visto svolgersi due gare di semifinale in gara unica nella sede prestabilita, con le vincenti di queste sfide che hanno avuto accesso alla finale che ha assegnato il trofeo, anch'essa in gara unica nella stessa sede. La Real Sociedad, vicecampionessa di Spagna 2021-2022, ha sfidato l'Huelva, finalista di Coppa e, di conseguenza, la Atlético Madrid, terza classificata, si è scontrata con il Barcellona, Campione di Spagna e detentore della Coppa; le sfide si sono disputate rispettivamente il 18 e il 19 gennaio 2023, mentre la finale, tra le vincenti delle semifinali, è stata giocata il 22 gennaio 2021. Non è stata disputata la finale per il 3º e 4º posto.

## Squadre partecipanti
| Squadra       | Qualificazione                                                               | Ultima partecipazione    |
| ------------- | ---------------------------------------------------------------------------- | ------------------------ |
| Barcellona    | campione di Spagna 2021-2022 e detentrice della Coppa della Regina 2021-2022 | Supercoppa spagnola 2022 |
| Huelva        | Finalista di Coppa della Regina 2021-2022                                    | -                        |
| Real Sociedad | 2ª classificata in Primera División 2021-2022                                | Supercoppa spagnola 2020 |
| Real Madrid   | 3ª classificata in Primera División 2021-2022                                | Supercoppa spagnola 2022 |

## Risultati

### Tabellone
|  | Semifinali    | Semifinali    | Semifinali |            |               | Finale        | Finale | Finale |  |
|  |               |               |            |            |               |               |        |        |  |
|  | Real Sociedad | Real Sociedad | 1          |            |               |               |        |        |  |
|  | Real Sociedad | Real Sociedad | 1          |            |               |               |        |        |  |
|  | Huelva        | Huelva        | 0          |            |               |               |        |        |  |
|  | Huelva        | Huelva        | 0          |            | Real Sociedad | Real Sociedad | 0      |        |  |
|  |               |               |            |            | Real Sociedad | Real Sociedad | 0      |        |  |
|  |               |               | Barcellona | Barcellona | 3             |               |        |        |  |
|  | Barcellona    | Barcellona    | Barcellona | Barcellona | 3             | 3             |        |        |  |
|  | Barcellona    | Barcellona    |            |            |               |               |        |        |  |
|  | Real Madrid   | Real Madrid   | 1          |            |               |               |        |        |  |

### Semifinali
| Arbitro: | María Dolores Martínez Madrona (Murcia) |

|             |           |  |
| Bernabé 64’ | Marcatori |  |

| Arbitro: | Marta Huerta de Aza (Tenerife) |

|                                                |           |          |
| Pina 24’ Caldentey 111’ (rig.) Paralluelo 120’ | Marcatori | 54’ Weir |

### Finale
| Arbitro: | Marta Frías Acedo (Aragón) |

|  |           |                                |
|  | Marcatori | 13’, 47’ Bonmatí 90+7’ Oshoala |

### Formazioni
| Real Sociedad | Barcellona |

| Real Sociedad:  |    |                   |     |
|                 |    |                   |     |
| P               | 13 | Elene Lete        |     |
| D               | 3  | Ana Tejada        |     |
| D               | 12 | Jade Le Guilly    |     |
| D               | 22 | Manuela Vanegas   |     |
| D               | 23 | Alejandra Bernabé |     |
| C               | 8  | Iris Arnaiz       |     |
| C               | 10 | Nerea Eizagirre   |     |
| C               | 21 | Gemma Gili        |     |
| A               | 7  | Amaiur Sarriegi   | 68’ |
| A               | 20 | Synne Jensen      | 58’ |
| A               | 16 | Gaby García       | 68’ |
| A disposizione: |    |                   |     |
| P               | 1  | Adriana Nanclares |     |
| D               | 2  | Iraia Iparragirre |     |
| D               | 5  | Maddi Torre       |     |
| D               | 6  | Ane Etxezarreta   |     |
| C               | 14 | Izarne Sarasola   |     |
| C               | 19 | Andreia Jacinto   | 68’ |
| A               | 9  | Sanni Franssi     | 58’ |
| A               | 17 | Allegra Poljak    |     |
| A               | 18 | Mirari Uria       | 68’ |
| Allenatrice:    |    |                   |     |
| Natalia Arroyo  |    |                   |     |

| Barcellona:      |    |                        |         |
|                  |    |                        |         |
| P                | 1  | Sandra Paños           |         |
| D                | 4  | Mapi León              |         |
| D                | 8  | Marta Torrejón         | 89’     |
| D                | 15 | Lucy Bronze            |         |
| D                | 16 | Fridolina Rolfö        |         |
| C                | 12 | Patricia Guijarro      |         |
| C                | 14 | Aitana Bonmatí         |         |
| C                | 21 | Keira Walsh            | 68’     |
| A                | 9  | Mariona Caldentey      | 89’     |
| A                | 17 | Salma Paralluelo       | 61’ 41’ |
| A                | 18 | Geyse Ferreira         | 61’     |
| A disposizione:  |    |                        |         |
| P                | 24 | Gemma Font             |         |
| P                | 37 | Meritxell Font         |         |
| D                | 3  | Laia Codina            | 89’     |
| D                | 7  | Ana-Maria Crnogorčević | 61’     |
| D                | 22 | Nuria Rábano           |         |
| D                | 25 | Emma Ramírez           |         |
| C                | 27 | María Pérez            |         |
| C                | 30 | Vicky López            | 89’     |
| A                | 6  | Claudia Pina           | 68’     |
| A                | 20 | Asisat Oshoala         | 61’     |
| Allenatore:      |    |                        |         |
| Jonatan Giráldez |    |                        |         |